# Iglesia de San Miguel (Torres de Albarracín)
La iglesia de San Miguel es una iglesia de Torres de Albarracín.

## Historia
Fue construida en el siglo XVII.

## Descripción
Es barroca, de planta de salón, con tres naves, separadas por pilares abombados.